# Élections générales britanniques de 1979
Les élections générales britanniques de 1979 se tiennent le 3 mai afin d'élire les 635 membres de la Chambre des communes. C'est un revers pour le Parti travailliste de James Callaghan, qui doit quitter le pouvoir à la suite de la victoire des conservateurs menés par Margaret Thatcher ; les résultats du Parti libéral sont également en net recul, notamment à cause du scandale judiciaire auquel a été mêlé l'ancien leader Jeremy Thorpe, remplacé par David Steel. Cette victoire constitue pour le parti conservateur la première d'une série de quatre, qui les maintiendra au pouvoir jusqu'en 1997.
À la suite de ce scrutin, Margaret Thatcher devient la première femme de Grande-Bretagne mais aussi d'Europe à obtenir le titre de chef du gouvernement, suivie de peu par la Première ministre du Portugal Maria de Lourdes Pintasilgo nommée le 1er août de la même année.

## Sondages

Intentions de votes

## Résultats
| Inscrits                               | Inscrits                 | Inscrits                                                   | 41 095 649 |             |                       |                       |
| Abstentions                            | Abstentions              | Abstentions                                                | 9 873 916  | 24,03 %     |                       |                       |
| Votants                                | Votants                  | Votants                                                    | 31 221 733 | 75,97 %     |                       |                       |
|                                        |                          |                                                            |            |             |                       |                       |
| Bulletins enregistrés                  | Bulletins enregistrés    | Bulletins enregistrés                                      | 31 221 733 |             |                       |                       |
| Bulletins blancs ou nuls               | Bulletins blancs ou nuls | Bulletins blancs ou nuls                                   | 371        | 0 %         |                       |                       |
| Suffrages exprimés                     | Suffrages exprimés       | Suffrages exprimés                                         | 31 221 362 | 100 %       | 635 sièges à pourvoir | 635 sièges à pourvoir |
|                                        |                          |                                                            |            |             |                       |                       |
| Liste                                  | Tête de liste            | Fonction                                                   | Suffrages  | Pourcentage | Sièges acquis         | Var.                  |
| Parti conservateur                     | Margaret Thatcher        | Chef du Parti conservateur Chef de l'opposition officielle | 13 697 923 | 43,87 %     | 339 / 635             | +62                   |
| Parti travailliste                     | James Callaghan          | Premier ministre du Royaume-Uni Chef du Parti travailliste | 11 532 218 | 36,94 %     | 269 / 635             | −50                   |
| Parti libéral                          | David Steel              | Chef du Parti libéral                                      | 4 303 804  | 13,78 %     | 11 / 635              | −2                    |
| Parti unioniste d'Ulster               | Harry West (en)          |                                                            | 254 578    | 0,82 %      | 5 / 635               | −1                    |
| Parti unioniste démocrate              | Ian Paisley              |                                                            | 70 795     | 0,23 %      | 3 / 635               | +2                    |
| Parti national écossais                | William Wolfe            |                                                            | 504 259    | 1,62 %      | 2 / 635               | −9                    |
| Plaid Cymru                            | Gwynfor Evans            |                                                            | 132 544    | 0,42 %      | 2 / 635               | −1                    |
| Parti social-démocrate et travailliste | Gerry Fitt               |                                                            | 126 325    | 0,4 %       | 1 / 635               | =                     |
| United Ulster Unionist Party (en)      | Ernest Baird (en)        |                                                            | 39 856     | 0,13 %      | 1 / 635               | +1                    |
| Ulster Popular Unionist Party (en)     | James Kilfedder          |                                                            | 36 989     | 0,12 %      | 1 / 635               | +1                    |
| Independent Republican (en)            | Néant                    |                                                            | 22 398     | 0,07 %      | 1 / 635               | =                     |
| Autres listes                          | Néant                    |                                                            | 499 673    | 1,6 %       | 0 / 635               |                       |